# Jack McCann
John McCann (4 décembre 1910 - 16 juillet 1972) est un homme politique britannique, qui est député travailliste de Rochdale.

## Biographie
McCann fait ses études à l'école élémentaire, puis dans les classes du Conseil national des collèges ouvriers et de l'Association d'éducation ouvrière. Il devient ingénieur et monteur de moteurs diesel et sert dans la Home Guard pendant la Seconde Guerre mondiale. Il est élu conseiller du conseil municipal d'Eccles en 1945 et est chef du groupe travailliste. Il est conseiller municipal à Eccles de 1952 et maire de 1955 à 1956. Il est président du comité de gestion de l'hôpital West Manchester.
McCann se présente à Rochdale en 1955 sans succès. Il est élu pour la première fois lors d'une élection partielle de 1958 après la mort du député conservateur Wentworth Schofield. Il devient whip de l'opposition en 1961 et, en 1964, est nommé au bureau des whips du gouvernement en tant que Lord Commissaire du Trésor, puis en 1966 en tant que Vice-chambellan de la Maison, redevenant Lord du Trésor de 1967 à 1969. Il conserve son siège jusqu'à sa mort en 1972. Lors de l'élection partielle qui suit en 1972, il est remplacé comme député par le candidat libéral Cyril Smith, qui a auparavant été maire travailliste de la ville.